# Chlamydiae
Chlamydiae este o încrengătură ce reunește specii de bacterii care sunt obligatoriu intracelulare, extrem de diverse, unele fiind patogene pentru om și animale (de exemplu, Chlamydia trachomatis este agentul etiologic al clamidiozei, la om), iar unele trăind în simbioză cu protozoarele.

## Caracteristici
Speciile din filumul Chlamydiae prezintă o formă ovoidală și sunt bacterii Gram-negative. În trecut se credea că toate aveau un perete celular lipsit de peptidoglican, dar date recente indică faptul că peptidoglicanul există și de asemenea că se regăsesc și alte proteine importante.
Multe specii din această încrengătură sunt susceptibile la acțiunea agenților antimicrobieni. Toate speciile cunoscute cresc și se dezvoltă doar în urma infectării celulelor eucariote. Așadar, acestea sunt dependente de replicarea în celula gazdă, motiv pentru care unele specii sunt considerate ca fiind patogeni obligatoriu intracelulari sau se află în simbioză cu protozoare. În afara celulelor gazdă, speciile supraviețuiesc doar sub formă de celule infecțioase. Chlamydiile pot crește doar în mediul de creștere al celulelor gazdă, și prezintă un ciclu de dezvoltare caracteristic bifazic.